# Afrocandezea vicina
Afrocandezea vicina es un coleóptero de la familia Chrysomelidae. Fue descrita científicamente por primera vez en 1909 por Gahan.